# Rathaus Bützow
Das Rathaus der Stadt Bützow liegt zentral am Marktplatz und grenzt direkt an die gotische Stiftskirche.
Das 1849 fertiggestellte Gebäude steht an derselben Stelle wie die Vorgängerbauten, die seit der Mitte des 15. Jahrhunderts belegt sind.

## Geschichte der Bützower Rathäuser

### Erstes Rathaus

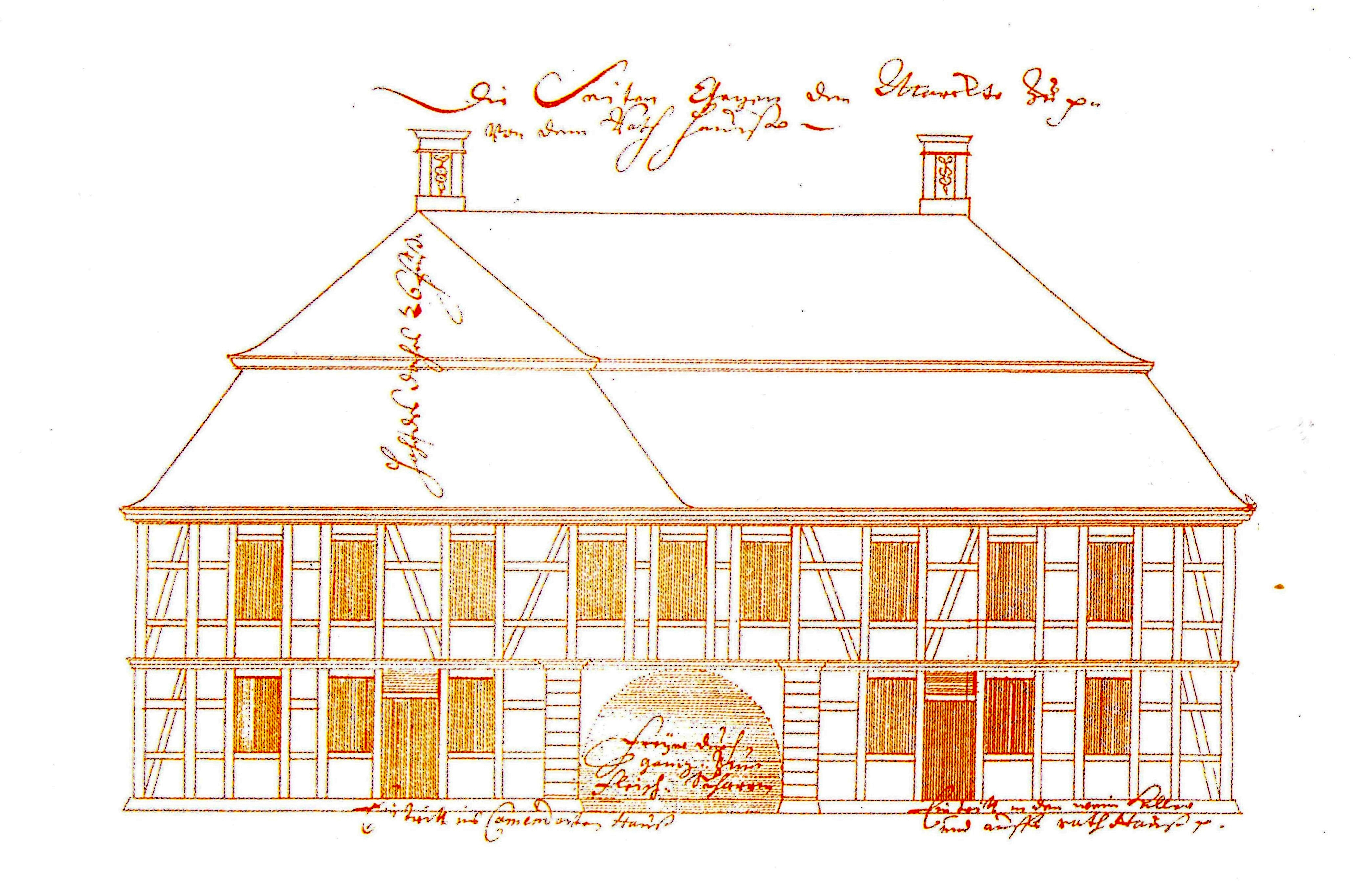
1. Rathaus um 1580 Zeichnung aus dem Landesarchiv MV

Der genaue Entstehungszeitraum des ersten Bützower Rathauses ist unbekannt. Erstmals wird das Gebäude Mitte des 15. Jahrhunderts in historischen Aufzeichnungen beschrieben. Vermutlich handelte es sich um ein zweigeschossiges Bauwerk, da sich „unter deme Radhuse“ heizbare Wohnungen befanden, im niederdeutschen Text als „waninge“ bezeichnet. Zudem verfügte es über Fleisch- und Brotscharren, also Verkaufsstände für Bäcker und Schlachter. In einer weiteren Quelle aus dem Jahr 1580 wird außerdem ein Ratsweinkeller erwähnt.
Im Mittelalter waren alle Gebäude der Stadt mit Stroh gedeckt, einschließlich des Rathauses. Dieses zeichnete sich durch einen imposanten gotischen Giebel in Treppenform, ein filigranes Türmchen und einen eindrucksvollen Torweg aus. Im Torweg konnten Klein- und Lebensmittelhändler gegen ein entsprechendes Standgeld ihre Waren feilbieten. Auch die großen Hochzeiten der Stadt fanden im Rathaus statt und trugen zur festlichen Atmosphäre des Ortes bei.
Wie in vielen Städten jener Zeit war das „Stadtsäckel“ oft klamm. So wurden Bürger, die sich eines Vergehens schuldig gemacht hatten, dazu verpflichtet, zum Erhalt des Rathauses eine Last Kalk oder ein, zwei Fenster beizusteuern. Im Jahr 1716 fiel dieses Rathaus dem verheerenden Stadtbrand zum Opfer und wurde vollständig zerstört, womit auch ein erheblicher Teil der Stadtakten und Urkunden unwiederbringlich verloren ging. Von nun an fanden die Ratssitzungen im Wohnhaus des Bürgermeisters Oldenburg statt, wo bald die Pläne für ein neues Rathaus geschmiedet wurden.

### Zweites Rathaus

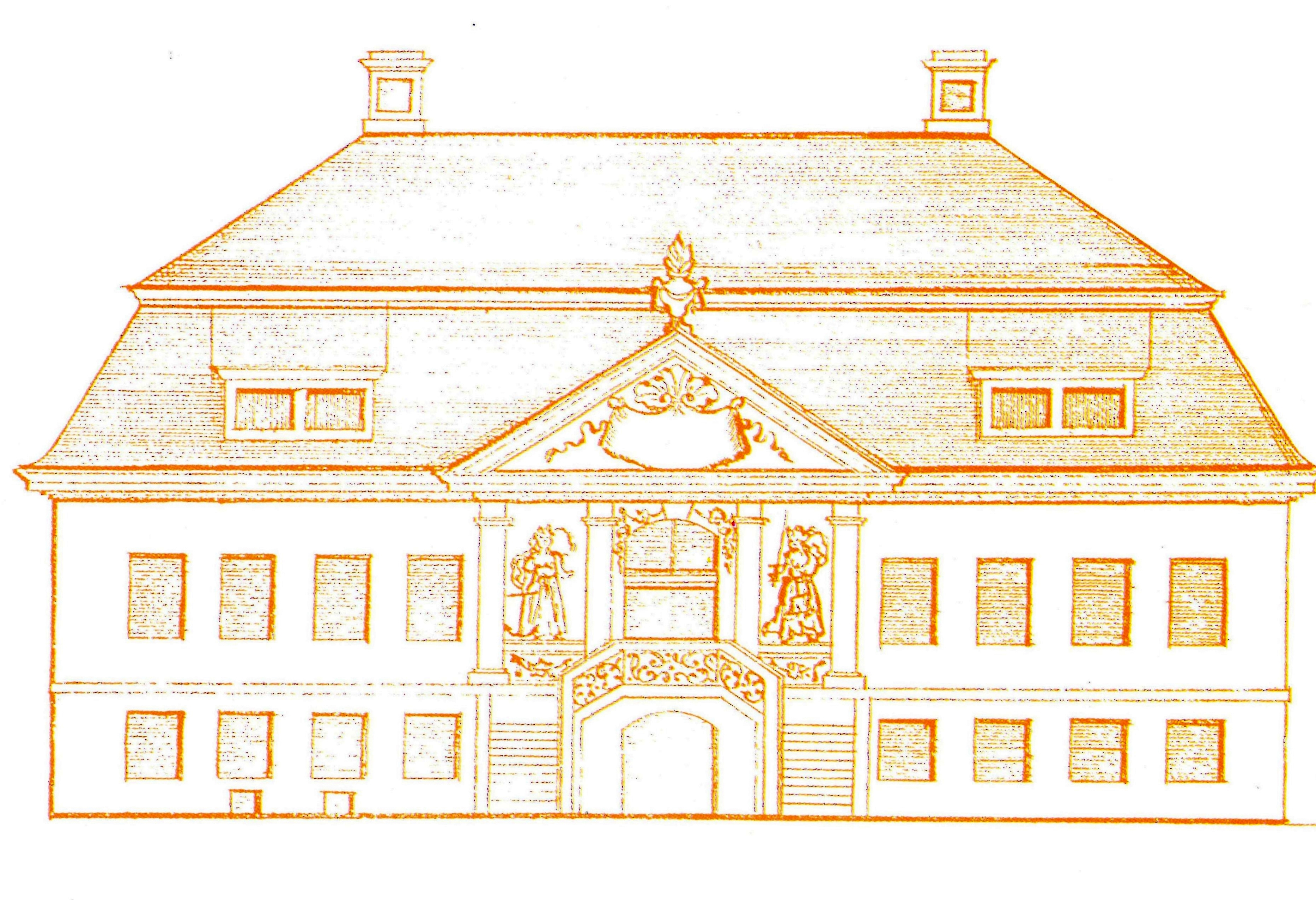
2. Rathaus um 1725 Zeichnung aus dem Landesarchiv MV

1718 ging ein Vorschlag des Maurermeisters Steinert für einen Rathausneubau beim Magistrat ein, in dem das benötigte Baumaterial angegeben und die erforderlichen Räume aufgezählt waren. Der Rat der Stadt konnte sich jedoch noch nicht entscheiden. 
1725 reichte Lorents Friedrich Zander ein weiteres Projekt ein, auf dessen Grundlage mit dem Bau des Rathauses für Bützow begonnen wurde. Erst 12 Jahre nach dem großen Stadtbrand, also 1728, konnte man „die neue Ratsstube zum ersten Mal mit Dank gegen Gott“ betreten. Doch das Geld der Stadt reichte nicht für die zügige Fertigstellung des Rathauses. Für den weiteren Ausbau des Hauses wurde 1729 Kredit aufgenommen. Es wurden weitere Räume geschaffen, doch das Rathaus war nicht vollendet. Daher gingen 1746 Beschwerden der Bürgerschaft ein, den Bau nun endlich abzuschließen. Der Termin der endgültigen Fertigstellung ist aus der Aktenlage nicht zu entnehmen. 
Genutzt wurde das zweite Rathaus ungefähr 100 Jahre unter anderem auch durch die Bützower Universität. Die Studenten nutzten das Archiv und den Rathaussaal für ihre Studien und waren neue „gute Kunden“ des Ratskellers. Es wird von einem Billardzimmer berichtet und von einem Stadtmusikanten, der zweimal täglich im Rathaus spielte. 1789 wurde der Ratskeller wegen Unrentabilität geschlossen.

### Drittes – heutiges – Rathaus

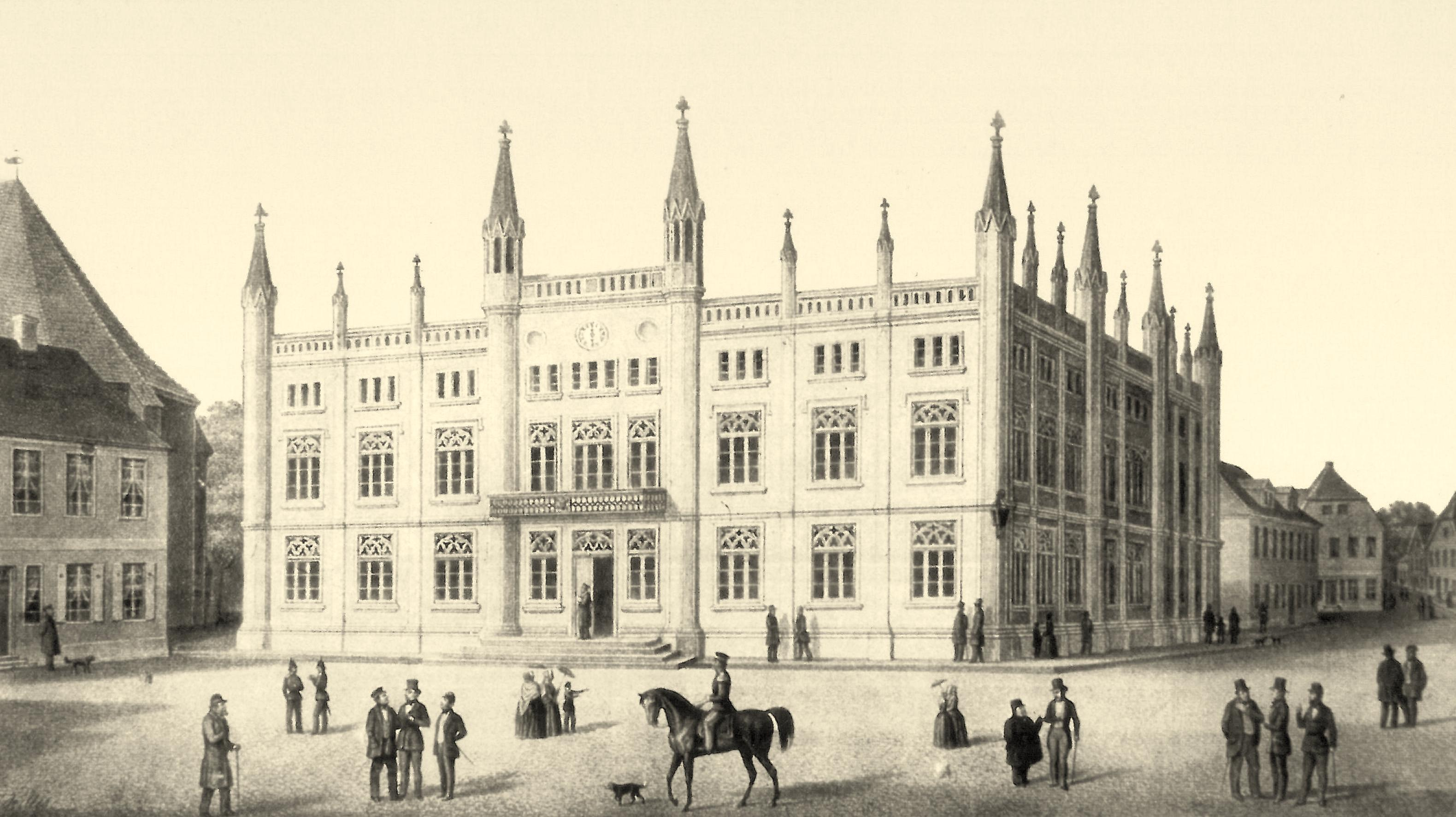
Rathaus um 1860

In den 1840er Jahren plante die Stadt Bützow den Bau eines neuen Schulgebäudes, unterstützt von der großherzoglichen Regierung, die das Projekt förderte. Der Bützower Magistrat ergriff diese Gelegenheit, um gleichzeitig ein neues Rathaus zu errichten. So wurde beschlossen, Rathaus und Schule in einem gemeinsamen Gebäude unterzubringen: Die Rückseite diente als Schulbereich, während die vorderen zwei Drittel dem Rathaus vorbehalten waren. Diese Aufteilung blieb bis in die 1990er Jahre bestehen. 
Von 1847 bis 1849 wurde unter der Leitung des vom Großherzoglichen Ministerium der Finanzen für das Bau-Departement im Distrikt II. eingesetzten Landbaumeisters Diedrich Carl Susemihl im neugotischen Tudorstil das neue Rathaus errichtet. Für den Neubau waren 21.526 Taler erforderlich. Ein etwas pompöser Eingangsteil mit Balkon und einer vorgelagerten Freitreppe erinnert an die Zeit, als Bützow Residenz der Schweriner Bischöfe war. Die Ziertürmchen erhielten als oberen Abschluss stilisierte Bischofsmützen zur Erinnerung an die Zeit, als Bützow Residenz der Schweriner Bischöfe war. Das ursprünglich flache Dach wurde bald schon durch ein schieferbedecktes Walmdach ersetzt, das an den Rändern durch eine Attika verdeckt wurde. 
Nach dem Ende des II. Weltkrieges wurde das Rathaus vorübergehend als Kommandantur der Roten Armee genutzt. In dieser Zeit dienten andere Gebäude als Ersatz für das Rathaus, darunter das Realgymnasium Am Ausfall und später das Haus in der Langen Straße Nr. 67.
Ab 1992 begann eine umfassende Sanierung  des Rathauses, da sowohl der Hausschwamm als auch der „Zahn der Zeit“ stark an der Bausubstanz nagten. Am 25. Juni 1997 wurde das instandgesetzte Gebäude seiner Bestimmung übergeben.

### Gänsebrunnen

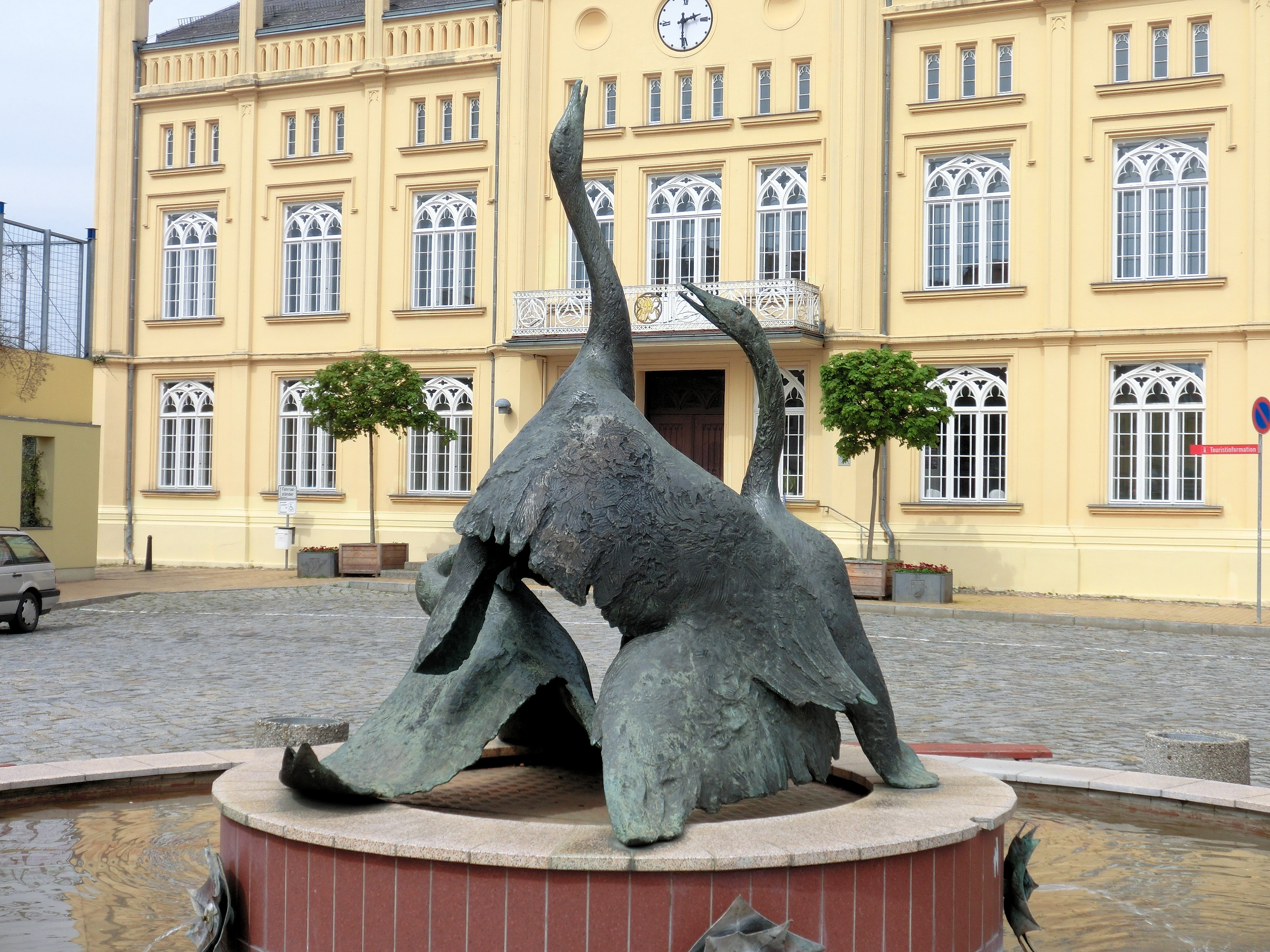
Gänsebrunnen 2012

Der Gänsebrunnen (1981) von Walther Preik (1932–2018) vor dem Rathaus steht als Symbol für eine von Wilhelm Raabe niedergeschriebene belustigende Novelle. 1794 verkündete Bürgermeister Hane, dass die Gänse auf den Straßen nicht mehr frei herumlaufen dürften, da „das unreglementierte Dasein der Gänse dem Volk ein gefährliches jakobinesches Beispiel“ geben würde. Raabe illustrierte die Novelle Die Gänse von Bützow mit Vergleichen zur Französischen Revolution, bei der der Stadtadvokat dem Danton, der Schulmeister dem Robespierre, das Kaffeekränzchen dem Jakobinerklub, die Honoratiorenstube im Gasthaus dem Palais Royal und die Befreiung der „verhafteten Gänse“ dem Sturm auf die Bastille gleichgesetzt wurden.